# Xeralictus timberlakei
Xeralictus timberlakei là một loài Hymenoptera trong họ Halictidae. Loài này được Cockerell mô tả khoa học năm 1927.